# Gösta Petersson
Karl Anselm Gösta Petersson, ursprungligen Pettersson, född 21 april 1918 i Tierp i Uppland, död 9 januari 2003, var en svensk inspelningsledare, inspicient och kompositör.

## Filmografi roller
- 1948 – Banketten
- 1953 – Kvinnohuset
- 1953 – Folket i fält
- 1956 – Främlingen från skyn
- 1956 – Kulla-Gulla
- 1975 – Må vårt hus förskonas från tigrar